# 谷川正己
谷川 正己（たにがわ まさみ、1930年 - 2019年 ）は、日本の建築史家、工学博士（東京大学）。元日本大学工学部建築学科教授。アメリカの建築家フランク・ロイド・ライト研究の第一人者で「フランク・ロイド・ライト研究室」主宰。
大阪工業大学工学部建築学科卒業生として初めて、日本建築学会名誉会員を授称。

## 来歴
1930年生まれ。1953年 大阪工業大学工学部建築学科卒（第一期生）。横浜国立大学工学部建築学教室勤務を経て、日本大学工学部建築学科教授。
1973年工学博士（東京大学学位論文「日本建築近代化過程の思想史的研究」 ）。
1998年「Frank Lloyd Wright研究に関する一連の業績」で日本建築学会賞受賞、2014年同会名誉会員就任。

## 主な著書
- 『フランク・ロイド・ライト』鹿島出版会・SD選書, 1966
- 『フランク・ロイド・ライトの世界』技報堂出版, 1976
- 『ライトと日本』鹿島出版会・SD選書, 1977
- 『タリアセンへの道』鹿島出版会・SD選書, 1978
- 『F.L.ライトの実測図集』グラフィック社, 1980
- 『ライトの遺産 日本の建築 明治 大正 昭和』 三省堂, 1980
- 『建築の発想　日本と西欧』朝日新聞社・朝日選書, 1985
- 『F.L.ライトの世界』淀川製鋼所, 1989
- 『図面で見るF.Lライトー日本での全業績』彰国社, 1995
- 『フランク・ロイド・ライトとはだれか』王国社, 2001
- 『フランク・ロイド・ライトの日本ー浮世絵に魅せられた「もう一つの顔」』光文社新書, 2004
- 『Yamamura House　旧山邑邸・ヨドコウ迎賓館』バナナ・ブックス, 2008。宮本和義共著
- 『Jiyu Gakuen　自由学園明日館』バナナ・ブックス, 2009、新版2016。宮本和義共著

## 主な訳書
- 『ライトの遺言』谷川睦子と共訳、彰国社, 1961
- 『ライトの都市論』谷川睦子と共訳、彰国社, 1968
- 『ライトの建築論』谷川睦子と共訳、彰国社, 1972　以上は多数重版
- 『フランク・ロイド・ライト建築の理念』谷川睦子と共訳、A.D.A.EDITA Tokyo, 1976
- 『建築について』谷川睦子と共訳、鹿島出版会（上・下）・SD選書, 1980
- 『フランク・ロイド・ライト　天才建築家の人と作品』谷川睦子と共訳、啓学出版, 1985
- 『知られざるフランク・ロイド・ライト』谷川睦子と共訳、鹿島出版会, 1992